# Ephraim Milton Woomer

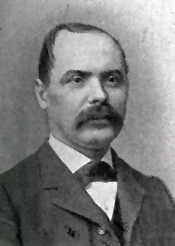
Ephraim Milton Woomer

Ephraim Milton Woomer (* 14. Januar 1844 in Jonestown, Lebanon County, Pennsylvania; † 29. November 1897 in Lebanon, Pennsylvania) war ein US-amerikanischer Politiker. Zwischen 1893 und 1897 vertrat er den Bundesstaat Pennsylvania im US-Repräsentantenhaus.

## Werdegang
Ephraim Woomer besuchte die öffentlichen Schulen seiner Heimat. Während des Bürgerkrieges diente er in einem Infanterieregiment aus Pennsylvania. Dabei stieg er bis zum Feldwebel auf. Im Jahr 1864 verlor er während der Schlacht in der Wilderness ein Bein. Danach unterrichtete er bis 1869 als Lehrer, anschließend wurde er im Handel tätig. Von 1869 bis 1872 war er auch beim Vormundschaftsgericht im Lebanon County angestellt. Außerdem wurde er Kassierer bei der People’s Bank of Lebanon. Politisch schloss sich Woomer der Republikanischen Partei an. Von 1884 bis 1886 saß er im Gemeinderat von Lebanon. Danach war er bis 1890 auch Vorsitzender dieses Gremiums. Im Juni 1888 nahm er als Delegierter an der Republican National Convention in Chicago teil, auf der Benjamin Harrison als Präsidentschaftskandidat nominiert wurde.
Bei den Kongresswahlen des Jahres 1892 wurde Woomer im 14. Wahlbezirk von Pennsylvania in das US-Repräsentantenhaus in Washington, D.C. gewählt, wo er am 4. März 1893 die Nachfolge von John Winebrenner Rife antrat. Nach einer Wiederwahl konnte er bis zum 3. März 1897 zwei Legislaturperioden im Kongress absolvieren. Im Jahr 1896 wurde er von seiner Partei nicht mehr zur Wiederwahl nominiert.
Nach dem Ende seiner Zeit im US-Repräsentantenhaus arbeitete Ephraim Woomer wieder als Bankkassierer. Er starb am 29. November 1897 in Lebanon, wo er auch beigesetzt wurde.